# Ernst Leverkus
Ernst Leverkus (* 21. Dezember 1922 in Essen; † 19. Mai 1998 in Althütte; Pseudonym: Klacks) war ein deutscher Motorradjournalist.

## Leben
Ernst Leverkus war im Zweiten Weltkrieg von 1941 bis 1945 als Kradmelder Kriegsteilnehmer, u. a. in der Sowjetunion. Er testete in den 1950er bis 1970er Jahren fast jedes neue Motorrad, das in Deutschland auf den Markt kam. Zusammen mit seiner Lebensgefährtin Inge Rogge entwickelte er Testmethoden und Messverfahren für Motorräder, die fester Bestandteil unzähliger Runden in der „Grünen Hölle“, der Nürburgring-Nordschleife, und der folgenden Testberichte in den Zeitschriften „Das Motorrad“ und „PS“ waren.
Das Paar Rogge/Leverkus hatte einen Sohn.

## Leistungen
Leverkus rief das Elefantentreffen ebenso wie die „Schwarzpulverrallye“ und die „Pfadfindertrophäe“ ins Leben. Ihm wird die Erfindung des Tankrucksacks zugesprochen. Auf seine Arbeit ging maßgeblich der Erfolg der damals einzigen deutschen Motorradzeitschrift „Das Motorrad“ im Stuttgarter Motorbuch-Verlag zurück, ohne dass er jemals deren Chefredakteur gewesen wäre. In seinen späten Berufsjahren war er jedoch anfangs Chefredakteur der Motorradzeitung „PS“, die zunächst eine Alternative zum „Motorrad“ sein wollte. Wegen ihrer kompetenten, kritischen, aber fairen Berichterstattung waren seine Motorrad-Testberichte sehr geschätzt; sie beeinflussten eine ganze Reihe von Motorradfahrern, die „Das Motorrad“ zwischen 1955 und 1985 lasen.
Leverkus prägte den Begriff „Gummikuh“ für Boxer-Motorräder von BMW. Auch sein „Das ist doch ein Klacks“ ist längst Legende.
Er war Autor mehrerer Bücher mit Motorrad-Geschichten, die von Motorrädern, vielen Reisen, der Freude am Schrauben und von der Hilfe und Mitmenschlichkeit unter Motorradfahrern handeln. Darüber hinaus gründete er den Bundesverband der Motorradfahrer (BVDM) mit und prägte ihn lange Jahre entscheidend.